# Gossling

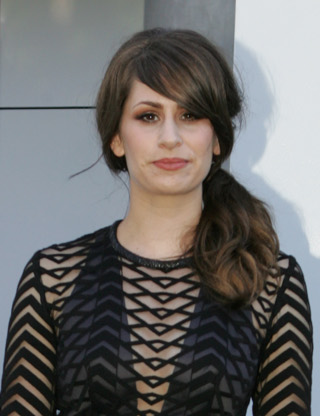
Gossling (2013)

Gossling, eigentlicher Name Helen Croome (* 1983 in Victoria), ist eine australische Singer-Songwriterin aus Melbourne.

## Karriere

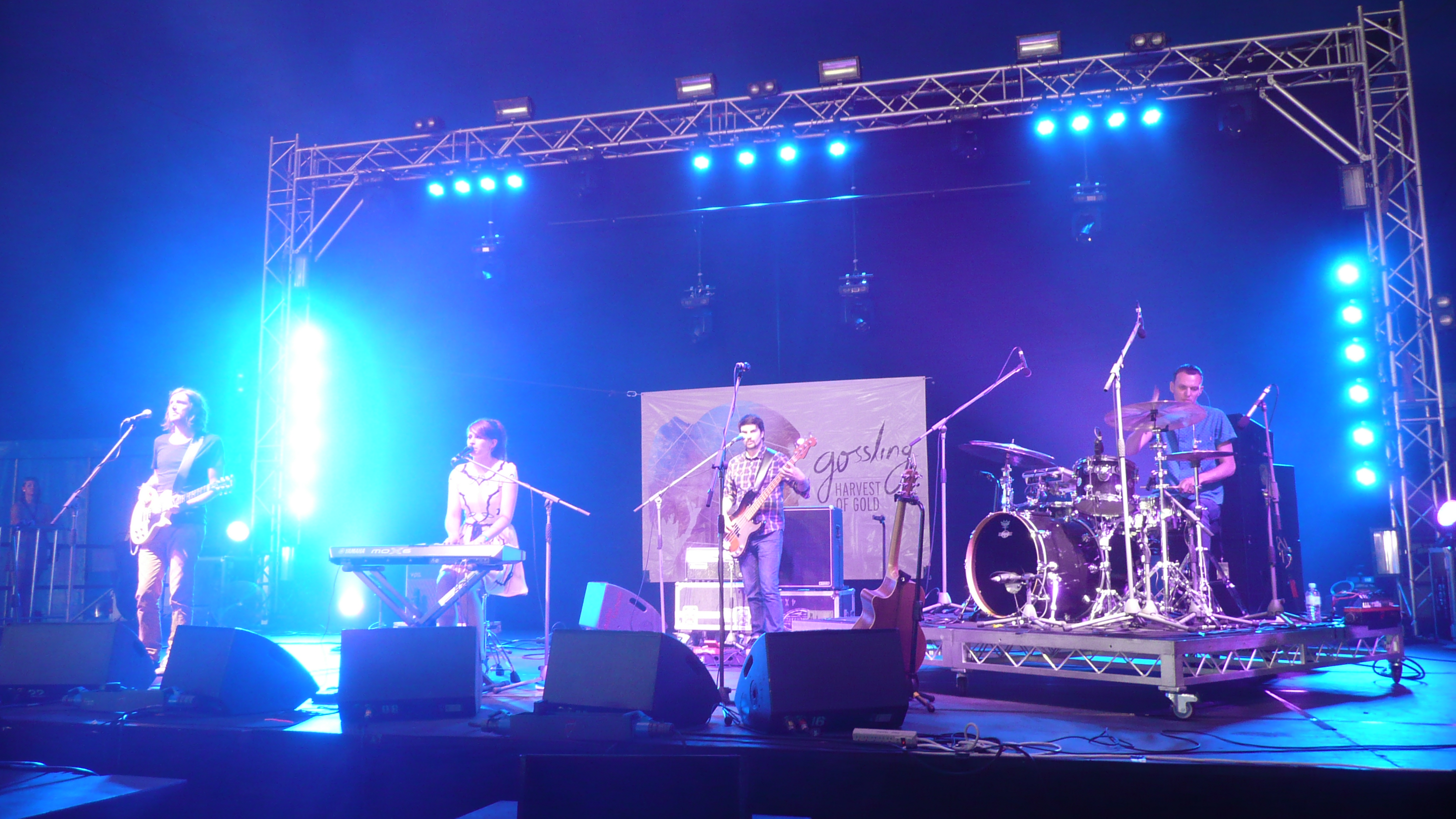
Gossling beim Southbound Festival 2014

Geboren und aufgewachsen ist Helen Croome im Norden des Bundesstaats Victoria in der ländlichen Gegend um Albury-Wodonga. In ihrer Jugend war sie zwar an Musik interessiert, aber erst während ihres Psychologiestudiums entdeckte sie ihre Leidenschaft dafür und gab dieses Studium zugunsten eines Bachelor-Studiengangs in Musik (Komposition) auf.
Erstmals auf sich aufmerksam machte Gossling 2009, als ihr Lied Days Are Over vom Sender Triple J entdeckt wurde. Im Jahr darauf ging sie mit dem ARIA-Award-Gewinner Whitley auf Australientour. Ihren Durchbruch hatte sie 2011 als Sängerin in dem Stück Boys Like You von Rapper 360. Die Single erreichte Platz drei der Charts und wurde mit 4-fach-Platin ausgezeichnet. Außerdem wurde das Lied bei den ARIA Awards 2012 als Song des Jahres nominiert.
Nach einer ausverkauften Australientour und drei EP-Veröffentlichungen erschien im November 2013 Gosslings Debütalbum Harvest of Gold. Es kam in den australischen Charts auf Platz 37.

## Diskografie
Alben
- Harvest of Gold (2013)

Lieder
- Days Are Over (2009)
- Boys Like You (2011) (360 feat. Gossling)
- Wild Love (2012)
- Price of Fame (2014) (360 feat. Gossling)